# Lijst van musea in West-Vlaanderen
Dit is een lijst van musea in West-Vlaanderen. 

## Musea

### Alveringem
- Mout- & Brouwhuis De Snoek, "museum van de dorst"

### Bissegem
- Landbouwmuseum

### Blankenberge
- Sea-Life Centre
- Zuivelmuseum

### Brugge
- Arentshuis
- Belfort
- Brugse Vrije
- Gezellehuis
- Groeningemuseum
- Gruuthusemuseum
- Onze-Lieve-Vrouwekerk
- Museum Onze-Lieve-Vrouw ter Potterie
- Poortersloge
- Sint-Janshospitaal
- Sint-Janshuismolen
- Stadhuis
- Volkskundemuseum

- Engels Klooster
- Heilig Bloedbasiliek
- Hof Bladelin
- Jeruzalemkerk
- Sint-Salvatorskathedraal met schatkamer
- Sint-Trudoabdij Male
- Onze-Lieve-Vrouw-Bezoekingskerk, Lissewege

- Adornesdomein
- Begijnhuisje
- Brouwerijmuseum
- Brugs Biermuseum
- Choco-Story Brugge (chocolademuseum)
- Diamantmuseum
- Foltermuseum De Oude Steen
- Frietmuseum (in de Saaihalle)
- Historium (belevenismuseum over de middeleeuwse geschiedenis van Brugge)
- Kantcentrum
- Lumina Domestica (lampenmuseum)
- Museum-Gallery Xpo: Salvador Dalí (in de Stadshallen)
- Expo Picasso (in het Oud Sint-Jan)
- Sint-Jorisgilde (schuttersgilde)
- Sint-Sebastiaansgilde (schuttersgilde)
- Volkssterrenwacht Beisbroek
- Schuur van de Abdij Ter Doest, Lissewege
- De Groene Tente (volkskundig museum), Dudzele
- Museum in het maritiem themapark Seafront, Zeebrugge

### Damme
- Museum Charles Delporte
- Museum Sint-Janshospitaal
- Onze-Lieve-Vrouwekerk
- Schellemolen
- Stadhuis
- Uilenspiegelmuseum

### Diksmuide
- Museum in de IJzertoren (Eerste en Tweede Wereldoorlog en Vlaamse ontvoogdingsstrijd)
- Tussen Akker en Bakker

### Dudzele
- Heemkundig museum 'De Groene Tente'

### Harelbeke
- Peter Benoit Huis
- Pijp- en Tabaksmuseum
- Vinkensportmuseum

### Ieper
- In Flanders Fields Museum
- Stedelijk Onderwijsmuseum
- Stedelijk Museum
- Hotel-Museum Arthur Merghelynck

### Ingooigem
- Het Lijsternest (voormalige woonhuis van Stijn Streuvels)

### Izegem
- Eperon d'Or (Regiobezoekerscentrum met Nationaal Borstelmuseum en Nationaal Schoeiselmuseum)
- Stoommachinemuseum Etiz

### Izenberge
- Openluchtmuseum Bachten de Kupe

### Jabbeke
- Provinciaal Museum Constant Permeke

### Knokke-Heist
- Heemkundig Museum Sincfala

### Koekelare
- Lange Max Museum
- Käthe Kollwitz Museum
- Fransmansmuseum
- Muziekmuseum De Harmonie

### Koksijde
- Nationaal Visserijmuseum
- Abdijmuseum Ten Duinen
- Paul Delvaux Museum, gewijd aan schilder Paul Delvaux (1897-1994)
- Folklore Museum Florishof
- Krekelhof
- Museum voor Sleutel en Slot

### Kortrijk
- Texture, opvolger van:
  - Vlas-, Kant- en Linnenmuseum (circa 2000/05-2014), opvolger van de volgende twee musea:
    - Nationaal Vlasmuseum (1964 - circa 2000/05)
    - Kant- en Linnenmuseum (1998 - circa 2000/05)
- Broelmuseum voor Schone Kunsten, Oudheidkunde en Sierkunst
- Kortrijk 1302: één dag, zeven eeuwen
- Begijnhofmuseum
- Vlaams Filmmuseum en -archief / Huis van Beeld & geluid

### Lissewege
- Onze-Lieve-Vrouw-Bezoekingskerk
- Abdij Ter Doest

### Marke
- Bakkerij- en Molenmuseum (2001-2014)

### Menen
- Jukeboxmuseum (2012-2017)

Nieuwpoort
- Bezoekerscentrum Westfront onder het Koning Albert I-monument in Nieuwpoort

### Oostende
- Kunstmuseum aan Zee (fusie van Provinciaal Museum voor Moderne Kunst (PMMK) en Stedelijk Museum voor Schone Kunsten)
- Ensorhuis
- Oostends Historisch Museum De Plate
- Fort Napoleon
- Archeologische site Walraversijde
- Openluchtmuseum Atlantikwall
- Memoriaal Prins Karel

### Oudenburg
- Romeins Archeologisch Museum

### Poperinge
- Hopmuseum
- Talbot House

### Roeselare
- KOERS. Museum van de wielersport
- MUZE'UM L. Licht, Landschap & Lijn
- Kappersmuseum
- Klokkentorenmuseum
- Michels Filmmuseum
- Politiemuseum
- Galerij Alfons Blomme (tot 2008 Museum Alfons Blomme)

### Torhout
- Bezoekerscentrum Kasteel van Wijnendale
- Mosterdmuseum
- Museum voor Torhouts aardewerk

### Veurne
- Bakkerijmuseum

### Waarmaarde
- Archeologisch museum van de Scheldevallei

### Wervik
- Nationaal Tabaksmuseum

### Zillebeke
- Hooge Crater Museum

### Zonnebeke
- Memorial Museum Passchendaele 1917
- De Oude Kaasmakerij